# Ulak Kembahang
Ulak Kembahang is een bestuurslaag in het regentschap Ogan Ilir van de provincie Zuid-Sumatra, Indonesië. Ulak Kembahang telt 1381 inwoners (volkstelling 2010).